# Zemský okres Horní Havola
Zemský okres Horní Havola (německy Landkreis Oberhavel) je zemský okres v německé spolkové zemi Braniborsko. Sídlem správy zemského okresu je město Oranienburg. Má přibližně 211 tisíc obyvatel. 

## Města a obce
| Města: 1. Fürstenberg/Havel 2. Gransee 3. Hennigsdorf 4. Hohen Neuendorf 5. Kremmen 6. Liebenwalde 7. Oranienburg 8. Velten 9. Zehdenick | Obce: 1. Birkenwerder 2. Glienicke/Nordbahn 3. Großwoltersdorf 4. Leegebruch 5. Löwenberger Land 6. Mühlenbecker Land 7. Oberkrämer 8. Schönermark 9. Sonnenberg 10. Stechlin |